# NG Knight Ramune & 40
NG Knight Lamune & 40 (яп. NG騎士ラムネ&40) — аниме-сериал созданный студиями Asatsu и Production REED. NG в названии означает new generation (с англ. — «новое поколение»). Автором концепта является Такэхито Ито, большая часть сценария написана Сатору Акахори, а дизайн меха разработан Рэем Накахара.
Аниме состоит из двух сезонов (VS Knight Lamune & 40, VS Knight Lamune & 40 Fire) и 3 OVA-сериалов (NG Knight Lamune & 40 EX, NG Knight Lamune & 40 DX, VS Knight Lamune & 40 Fresh). Оригинальный аниме-сериал транслировался с 6 мая 1990 года по 4 января 1991 года по телеканалу TV Tokyo. Второй сезон был показан с 3 апреля по 25 сентября 1996 года.

## Сюжет
Сюжет разворачивается вокруг мальчика из 4 класса по имени Рамунэ, которые обожает играть в компьютерные игры. Однажды он покупает у девочки игру под названием «King Sccasher» и решает сыграть в неё дома. Внезапно на экране телевизора появляется та самая девочка, у которой Рамунэ купил игру, которая объявляет, что является принцессой мира «Хара-Хара» и что Рамунэ является избранником, призванным спасти их мир от злодея по имени Дон Харумагэ. Так главный герой попадает во вселенную компьютерной игры.

## Список персонажей
Персонажи аниме носят имена разных напитков. Например, главный герой назван в честь популярного в Японии газированного напитка «Рамунэ», а имена злодеев основаны на названиях напитков его конкурентов.
Баба Рамунэ
Сэйю: Такэси Кусао
Главный герой истории. Десятилетний мальчик, который обожает играть в видеоигры. Очень добрый, но рассеянный. В OVA-серии VS Knight Lamune & 40 Fire у него появляется сын по имени Ламунадэ.
Принцесса Милк
Сэйю: Тиса Ёкояма
Главная героиня истории, является одной из «Трёх дев» вселенной Хары-Хары. От людей её отличают «эльфийские» уши. Очень умна, добрая, однако порой может вести себя высокомерно с людьми. В OVA-серии VS Knight Lamune & 40 Fire становится женой Рамунэ и матерью Ламунадэ.
Кокоа
Сэйю: Сакико Тамагава
Старшая сестра Милк и одна из «Трёх дев» вселенной Хары-Хары. Добрая, но не уверенная в себе девушка.
Да Сидер
Сэйю: Кадзуки Яо
Сначала представлен как главный злодей истории, но позже выясняется, что он всего лишь прислужник дона Харумагэ. Очень упрям и высокомерен. Выполняет комическую роль в сериале. В середине истории оказывается уволен своим боссом и переходит на сторону хороших парней, хотя всё равно будет продолжать ссориться с Рамунэ.
Леска (от англ. Cafe au Lait — латте)
Сэйю: Наоко Мацуи
Возлюблённая Да Сидера, часто не обращает внимание на то, что происходит вокруг. Очень красивая девушка. Со временгем выясняется, что она старшая сестра Милк и Кокоа, а также одна из «Трёх дев».

## Видеоигры
Мехи из сериала использовались в игре серии Super Robot Wars — Super Robot Wars Neo, вышедшей в 2009 году.

## Критика
Оригинальное аниме является забавным сериалом, который стоит того, чтобы его посмотреть, хотя и укладывается в стандартную схему «злодей недели». Но не все его продолжения оказались такими же удачными.
VS Knight Lamune & 40 Fire стало прорывом в карьере художника Цукасы Котобуки, работавшего над дизайном персонажей.
Последнее OVA в серии VS Knight Lamune and 40 Fresh (выходившее в США под названием Knights of Ramune) обладает слабым сюжетом, а для зрителей, не знакомых с предыдущими произведениями, в частности VS Knight Lamune & 40 Fire, уловить происходящее становится гораздо сложнее. Оно рассчитано на более взрослую аудиторию, чем оригинал. Положительной стороной произведения является огромное количество фансервиса, что не так хорошо, когда это единственное, что может предложить аниме. Шутки оказываются несмешными, а дизайн персонажей неудачным.